# Belgien
Belgien (nederlandsk: België, fransk: Belgique, tysk: Belgien), officielt Kongeriget Belgien (nederlandsk: Koninkrijk België, fransk: Royaume de Belgique, tysk: Königreich Belgien), er en suveræn stat i Vesteuropa. Det grænser op til Frankrig, Nederlandene, Tyskland, Luxembourg og Nordsøen. Belgien er et tætbefolket land. Det har et samlet areal på 30.528 kvadratkilometer (landareal 30.230) og et indbyggertal på 11.584.008(2022). Belgien ligger på grænsen mellem det germanske og romanske Europa og er således hjemsted for to lingvistiske hovedgrupper: De nederlandsktalende flamlændere, som udgør omkring 59 % af befolkningen, og de fransktalende vallonere, som udgør cirka 41 %. Der findes desuden en lille gruppe tysktalende i den østlige del af landet. Hovedstadsregionen har over 1,255 million indbyggere (2025).[kilde mangler]
De moderne stater Belgien, Nederlandene (Holland) og Luxembourg er historisk set blevet kaldt for Nederlandene. Foruden de nuværende Benelux-lande, omfattede dette område oprindeligt også mindre dele af det nordlige Frankrig og vestlige Tyskland. Regionen blev på latin kaldt Belgica, som var afledt af navnet på den romerske provins Gallia Belgica. Fra slutningen af middelalderen og frem til begyndelsen af 1600-tallet var det nuværende Belgien et blomstrende kultur- og handelscentrum. Fra det 1500-tallet frem til Den Belgiske Revolution i 1830, da Belgien løsrev sig fra Nederlandene, tjente Belgien i flere tilfælde som krigsskueplads for Europas stormagter. Landet blev derfor kendt som ”Europas slagmark”, hvilket yderligere blev forstærket under begge verdenskrige.
Føderationen Belgien er et konstitutionelt monarki bestående af tre regioner og tre såkaldte fællesskaber. Landets to største regioner er det nederlandsktalende Flandern i nord og det fransktalende Vallonien i syd. De er begge officielt etsprogede. Hovedstadsregionen Bruxelles er officielt en tosproget (fransk og nederlandsk) enklave midt i Flandern. Der findes et tysktalende fællesskab i den østlige del af Vallonien. Belgiens lingvistiske mangfoldighed og dertilhørende politiske konflikter reflekteres bl.a. i landets politiske historie og komplekse styreform.
Belgien deltog i Den Industrielle Revolution, og i løbet af 1900-tallet erhvervede den belgiske stat sig adskillige afrikanske kolonier. Anden halvdel af 1900-tallet var præget af spændinger mellem Belgiens nederlandsktalende og fransktalende indbyggere. Spændingerne skyldtes først og fremmest sproglige og kulturelle forskelle, men også ulige økonomiske forhold mellem Flandern og Vallonien. Fjendskabet mellem flamlændere og vallonere har ført til flere vidtgående reformer. Belgien gik således fra at være en samlet enhedsstat til en adskilt føderation i perioden 1970-1993. På trods af de mange reformer hersker der stadig en fjendtlig stemning imellem de to grupper, og især blandt flamlændere er der et stærkt ønske om uafhængighed. Disse konflikter førte også til, at Belgien efter parlamentsvalget i 2010 stod uden regering i 18 måneder, hvilket er en verdensrekord. Arbejdsløsheden er mere end dobbelt så høj i Vallonien som i Flandern.
Belgien er blandt de seks lande, som i sin tid grundlagde EU. Landet er hovedsæde for adskillige internationale organisationer, heriblandt Europa-Kommissionen, Ministerrådet, Europarådet, Europaparlamentet samt NATO. Belgien er også medgrundlægger af Eurozonen, NATO, OECD og WTO. Landet er medlem af Schengen og den økonomiske union Benelux. Belgien er et industrielt højindkomstland med en høj levestandard.

## Historie
Uddybende artikel: Belgiens historie
Det belgiske område ligger som en korsvej i Europa og har oplevet en lang række folkevandringer og kulturelle påvirkninger. Som provins i Romerriget blev området opkaldt efter den keltiske stamme belgerne. Efter det romerske riges sammenbrud tog frankerne over. Den nuværende sproggrænse går tilbage til folkevandringstiden, hvor den var grænse mellem romansk og germansk område. Ved arvedelingen efter Karl den Stores død kom området sammen med de øvrige Nederlande under hertugen af Burgund. Ved senere giftermål og arvedelinger endte fyrstedømmerne under spansk herredømme. Fra 1548 til 1648 førte indbyggerne en frihedskrig mod Spanien, firsårskrigen.
Fra 1648 skiltes vejene for de sydlige og nordlige Nederlande, der omtrent svarer til de senere stater Belgien og Holland. Med fredsslutningen i 1648 efter Trediveårskrigen opnåede de protestantiske provinser i nord uafhængighed. De sydlige Nederlande var stærkt hærget under frihedskrigen, hvor protestanterne, især borgere i byerne, flygtede til de nordlige provinser. Da det habsburgske rige blev delt i 1713, overgik de sydlige Nederlande til østrigsk overherredømme. Under Napoleon blev både de nordlige og sydlige Nederlande indlemmet i Frankrig i en snes år.
Efter Napoleons nederlag i 1815 blev området igen forenet med Nederlandene indtil den belgiske revolution i 1830, der indvarslede den belgiske stat. Landet fik sin første forfatning i 1831. Stormagterne, der kunne have gavn af en stødpudezone og et svækket Holland, anerkendte uafhængigheden. I 1800-tallet havde Belgien en stærk økonomisk vækst, baseret dels på kul- og stålindustrien, dels på kolonierne i Afrika. Den belgiske konge fik tilkendt Congo som sin personlige ejendom, og kolonien blev groft udnyttet.
Belgien var neutralt, men blev invaderet både under 1. verdenskrig og 2. verdenskrig. Efter 2. verdenskrig var Belgien et af de grundlæggende medlemmer af NATO og Kul- og Stålunionen, senere EU. Begge organisationer har deres hovedkvarterer i Bruxelles.
I 1970 opdeltes Belgien grundlæggende i tre regioner efter sproggrænsen, og i 1993 blev landet til en føderation. Den føderale opbygning består af to parallelle systemer: regionerne Flandern, Vallonien og Bryssel samt de nederlandske, franske og tyske kulturfællesskaber. Som følge heraf har Belgien fem "delstatsregeringer". Landets opbygning er stadig til debat, men ændringer kræver konsensus, og fremtiden er uafklaret.
Den 22. april 2010 indgav Belgiens premierminister Yves Leterme sin afskedsbegæring til Kong Albert 2..

### Navn
De først omtalte indbyggere i området var belgerne, en keltisk stamme. Dette folk nævnes også af Julius Cæsar. Det latinske navn Belgium blev brugt i renæssancen som navn for hele det nederlandske område. Sidst i 1700-tallet blev adjektivet belgique også brugt på fransk. Ved opstanden mod Østrig i 1789 udråbte provinserne "Belgiens forenede stater" (Etats belgiques unis). Først efter revolutionen i 1830 blev navnet Belgien almindelig udbredt som en betegnelse for kun de sydlige Nederlande.

### Sprogstrid
Den politiske strid mellem fransk- og flamsktalende har både historiske, sociale, økonomiske og politiske årsager.
I tiden efter uafhængigheden talte adelen og det højere borgerskab udelukkende fransk. I 1870'erne opstod der en flamsk bevægelse. Først i 1914 blev der indført almindelig skolepligt, og indtil da var de fleste flamlændere både analfabeter og uden kundskaber i det herskende sprog. Under 1. verdenskrig var der store tab blandt flamske soldater, da de ikke forstod kommandoer fra de fransktalende officerer. Nederlandsk blev principielt ligestillet som officielt sprog i 1898, men først i 1950'erne og 1960'erne fik det samme sociale status som fransk.
Industrialiseringen af Belgien fandt først og fremmest sted i Vallonien, hvor der bl.a. var minedrift, mens Flandern var et landbrugsområde helt op til 1900-tallet. Den sociale modsætning mellem fattige, stærkt katolske flamlændere og den fransktalende elite blev derfor skærpet. Mange flamlændere flyttede dengang til Vallonien for at få arbejde. Siden 1960'erne er situationen gået den modsatte vej, efter at sværindustrien i Vallonien stort set blev afviklet, mens Flandern har udviklet sig til et af Europas rigeste områder.
Sproggrænsen mellem nederlandsk, fransk og tysk blev fastlagt i 1963. Indtil da havde der været afholdt folketællinger hvert tiende år. Resultatet var, at flamske kommuner efterhånden blev tosprogede, og tosprogede kommuner blev énsproget franske. Sprogtællingerne var præget af manipulation og fandt ikke sted efter 1947. Det var imidlertid de fransktalende i Vallonien, som havde det stærkeste krav om at opdele landet i selvstyrende områder, hvilket skete i flere trin fra 1970'erne til 1993. Undervejs havde rivaliseringen i en årrække givet anledning til den såkaldte vaffeljernspolitik, ifølge hvilken offentlige udgifter til et projekt i én af de to landsdele altid skulle ledsages af tilsvarende udgifter i den anden landsdel.  
Den nordlige del af landet finansierer i dag størstedelen af det føderale budget, eksempelvis socialudgifter. Udligningen betyder, at der "overføres" store beløb til den sydlige del. Vallonien er socialistisk præget, og Flandern borgerligt. Det har givet øget støtte til flamske (og delvis også vallonske) separatistbevægelser, der ønsker at opdele landet i to eller give regionerne endnu mere selvstyre (en konføderation). Alternativt findes der også nogle mindre bevægelser, der vil slutte Vallonien til Frankrig.

## Administration og politik
Belgien har et særligt dobbelt føderativt system, hvor der både findes tre regioner (der har 581 kommuner i alt (fra 1. januar 2019)) (Flandern med 300 kommuner (fra 1. januar 2019;en formindskning fra 308), Vallonien med 262 kommuner og Bruxelles med 19 kommuner) og tre (sprog)fællesskaber (det nederlandske, franske og tyske). De to begreber overlapper kun delvis og har forskellige opgaver. Regionerne står for økonomi, teknik, miljø og planlægning. Sprogfællesskaberne står for kulturelle områder som undervisning, forskning og sport. Den føderale regering står for øvrige opgaver som forsvar, udenrigspolitik, pengepolitik og socialpolitik. Selv om landet er en føderation, fordeles mere end 90 % af de offentlige udgifter centralt.
Der findes derfor fem regionale parlamenter og fem regionale regeringer i Belgien.

### Nationalt
Det føderale (centrale) plan styres af Belgiens regering og et tokammerparlament bestående af senatet og repræsentantkammeret (Kamer van Volksvertegenwoordigers, Chambre des Représentants, Abgeordnetenkammer).

#### Regering
Regeringen består af højst 15 ministre, lige mange nederlandsk- og fransktalende (premierministeren undtaget). Hertil kommer et antal statssekretærer. Den nuværende regering (pr. 2025) er ledet af premierminister Bart De Wever (N-VA) og består af de flamske kristendemokrater CD&V, N-VA,  Vooruit, samt de fransktalende liberale MR og LE.
Kongen spiller en rolle ved regeringsdannelse og ved løsning af kriser. Eksempelvis kan kongen udpege en eks-politiker til at forsøge at lede forhandlinger mellem sproggrupperne.

#### Parlament
Repræsentantkammeret er det vigtigste organ, da det står for at støtte eller vælte en regering. Medlemmerne vælges i 11 valgkredse, svarende til provinserne, bortset fra at Bryssel er slået sammen med en del af provinsen Flamsk Brabant (se afsnittet Bruxelles-Halle-Vilvoorde). Der er stemmepligt, og valg afholdes normalt hvert fjerde år, men kan også holdes i utide. Valg til senatet og repræsentantkammeret holdes samtidig. Metoden er forholdstalsvalg i de enkelte valgkredse (ingen udlignings- eller tillægsmandater). Der er en spærregrænse på fem procent i hver valgkreds, som dog i praksis er af mindre betydning, da den største valgkreds, Antwerpen, kun fordeler 24 mandater.
Repræsentantkammeret er inddelt i to sproggrupper, som ganske vist ikke nødvendigvis er inddelt efter personernes modersmål, men efter deres valgkreds. De tysktalende indgår i den franske sproggruppe, fordi det tysktalende område er en del af Vallonien, men der er i øjeblikket ingen tysktalende medlemmer. Valgkredsen Bruxelles-Halle-Vilvoorde er tosproget, og medlemmerne kan selv vælge, hvilken sproggruppe de tilhører. Sprogvalget sker, når der skal aflægges ed på at overholde forfatningen, men i praksis vælger medlemmerne sprog efter det parti, de er valgt for.
I dag findes der ikke længere nationale partier i parlamentet. Alle partier er enten fransktalende eller nederlandsktalende, bortset fra nogle småpartier, som ikke er repræsenteret. De to grønne partier danner dog en fælles fraktion i parlamentet.
Sproggrupperne har betydning for ændringer af grundloven, som kræver flertal i begge grupper, samt for igangsættelse af en "interessekonflikt" eller "alarmprocedure", der kan standse et forslag og henvise den til forhandling i regeringen. Systemet skal sikre konsensus mellem sproggrupperne, når vigtige ting skal besluttes, men er også blevet anset for at hæmme reformer.
Der blev afholdt et føderalt valg den 10. juni 2007. Parlamentsvalget i Belgien 2010 blev afholdt den 13. juni 2010. Det seneste parlamentsvalg fandt sted den 25. maj 2014.
| Nederlandske sproggruppe  | Nederlandske sproggruppe | Nederlandske sproggruppe | Nederlandske sproggruppe | Nederlandske sproggruppe | Franske sproggruppe | Franske sproggruppe | Franske sproggruppe | Franske sproggruppe | Franske sproggruppe |
| parti                     | parti                    | mandater                 | mandater                 | mandater                 | parti               | parti               | mandater            | mandater            | mandater            |
| ------------------------- | ------------------------ | ------------------------ | ------------------------ | ------------------------ | ------------------- | ------------------- | ------------------- | ------------------- | ------------------- |
| parti                     | parti                    | valg 2003                | valg 2007                | +/-                      | parti               | parti               | valg 2003           | valg 2007           | +/-                 |
| •                         | CD&V                     | 21                       | 23                       | +2                       | •                   | MR                  | 24                  | 23                  | -1                  |
| •                         | Open VLD                 | 25                       | 18                       | -7                       | •                   | PS                  | 25                  | 20                  | -5                  |
|                           | Vlaams Belang            | 18                       | 16                       | -2                       | •                   | cdH                 | 8                   | 10                  | +2                  |
|                           | sp.a                     | 23                       | 14                       | -9                       |                     | Ecolo               | 4                   | 8                   | +4                  |
|                           | N-VA                     | 1                        | 8                        | +7                       |                     | FN                  | 1                   | 1                   | -                   |
|                           | LDD                      | -                        | 5                        | +5                       |                     |                     |                     |                     |                     |
|                           | Groen!                   | -                        | 4                        | +4                       |                     |                     |                     |                     |                     |
| I alt                     | I alt                    | 88                       | 88                       | -                        | I alt               | I alt               | 62                  | 62                  | -                   |
| Repræsentantkammeret: 150 |                          |                          |                          |                          |                     |                     |                     |                     |                     |

| Nederlandske sproggruppe       | Nederlandske sproggruppe | Franske sproggruppe          | Franske sproggruppe |
| valgkreds                      | mandater                 | valgkreds                    | mandater            |
| ------------------------------ | ------------------------ | ---------------------------- | ------------------- |
| Brussel-Halle-Vilvoorde (ned.) | 9                        | Bruxelles-Hal-Vilvorde (fr.) | 13                  |
| Antwerpen                      | 24                       | Hainaut                      | 19                  |
| Østflandern                    | 20                       | Liège                        | 15                  |
| Leuven                         | 7                        | Luxembourg                   | 4                   |
| Limburg                        | 12                       | Namur                        | 6                   |
| Vestflandern                   | 16                       | Brabant Wallon               | 5                   |
| i alt                          | 88                       | i alt                        | 62                  |

### Regioner
Belgien er opdelt i tre føderale regioner. De to store regioner er hver inddelt i 5 provinser.
1. Flandern, nederlandsksproget (nederlandsk Vlaanderen, fransk Flandre belge eller Flandres):
  - Antwerpen
  - Limburg
  - Østflandern
  - Vestflandern
  - Vlaams-Brabant
2. Vallonien, fransksproget med tysk minoritet (fransk Wallonie, tysk Wallonien, nederlandsk Wallonië):
  - Brabant Wallon
  - Namur
  - Liège
  - Hainaut
  - Luxembourg
3. Hovedstadsregionen Bruxelles, tosproget fransk-nederlandsk (nederlandsk Brussels Hoofdstedelijk Gewest, fransk Région de Bruxelles-Capitale).

Den flamske regions hovedsæde er i Bryssel, mens den vallonske regions hovedsæde er i Namur.
Hver provins er yderligere opdelt i kommuner (nederlandsk gemeenten, fransk communes, tysk Gemeinden).

### Sprogfællesskaber
- Det flamske fællesskab (Vlaamse Gemeenschap, tidligere Nederlandstalige Gemeenschap), med hovedsæde i Bruxelles.
- Det franske fællesskab (Communauté française de Belgique, uofficielt også Communauté Francophone), med hovedsæde i Bruxelles.
- Det tysksprogede fællesskab (Deutschsprachige Gemeinschaft Belgiens), med hovedsæde i Eupen.

### Facilitetskommuner
Kun selve Bruxelles er officielt tosproget. I de andre regioner findes der et antal facilitetskommuner (faciliteitengemeenten, communes à facilités, Fazilitätengemeinden) med sproglige mindretalsrettigheder. Sproggrænsen mellem fransk og nederlandsk har historisk været forholdsvis skarp, men i randkommunerne rundt om Bruxelles er der opstået et fransk mindretal eller flertal på grund af udflytning fra byen. Randkommunerne er:
- Drogenbos
- Kraainem
- Linkebeek
- Sint-Genesius-Rode
- Wemmel
- Wezembeek-Oppem

Efter at sproggrænsen blev fastlagt, og landet blev til en føderation, er det i dag randkommunerne, der giver anledning til de fleste stridigheder. Faciliteterne indebærer, at borgerne kan få skolegang og kommunal service på deres eget sprog, men selve den kommunale administration skal foregå på regionens officielle sprog. I flere af kommunerne nægter borgmesteren og nogle af de folkevalgte at tale nederlandsk, og de anklager den flamske regering for at undertrykke deres sproglige rettigheder. Fra flamsk side mener man derimod, at sprogfaciliteterne var en midlertidig ordning, som i sin tid blev indført for at lette integrationen af de fransktalende tilflyttere i de flamske lokalsamfund.
Desuden er der 10 facilitetskommuner langs sproggrænsen, hvoraf to er særlig kendt for stridigheder: Comines (nederlandsk Komen), der ligger som en vallonsk enklave længst mod vest, og Voeren (fransk Fourons), der ligger som en flamsk enklave længst mod øst.
I de ni kommuner med tysktalende flertal er der faciliteter for fransktalende. I fem tilstødende kommuner med tysktalende mindretal er der principielt tyske faciliteter, der dog ikke altid efterleves i praksis.

### Bruxelles-Halle-Vilvoorde
Valgkredsen og retskredsen Bryssel-Halle-Vilvoorde omfatter både den tosprogede, men franskdominerede, Bryssel-region og den omgivende del af Flandern. Det er den eneste administrative enhed, der ikke følger regionsgrænserne, hvilket er et levn fra det gamle Belgien, før den føderale ordning blev indført.
En opsplitning af valgkredsen støttes af stort set alle flamske partier, men afvises af de fransktalende partier.
Fra flamsk side mener man, at valgkredsen fremmer forfranskningen af området omkring Bryssel, som historisk var rent flamsk, men hvor visse kommuner i dag er domineret af fransktalende tilflyttere. (Se også: Belgien#Facilitetskommuner) På grund af den fælles valgkreds kan fransktalende borgere stemme på de fransktalende partier, selv om de bor i et flamsk område. Der findes ingen tilsvarende mulighed for at stemme på et flamsk parti, hvis en flamlænder flytter til Vallonien.
Fra fransktalende side ønsker man at opretholde status quo, da man anser det for en grundlæggende rettighed at kunne stemme på en fransktalende politiker. Da de mest kendte partiledere er opstillet i Bryssel, kan de samtidig samle flere stemmer, hvis valgkredsen ikke deles op. Man er dog ikke afvisende over for en opdeling af valgkredsen, hvis der samtidig gives modydelser fra flamsk side, for eksempel en indlemmelse af de seks flamske randkommuner i den tosprogede Hovedstadsregion Bryssel. Dette afvises kategorisk fra flamsk side, der mener, at sproggrænsen fra 1963 ligger fast. Fransktalende politikere hævder også at politi- og retskredsen Bryssel-Halle-Vilvoorde bør bevares af effektivitetshensyn, men det har ikke direkte sammenhæng med valgkredsen.
De fransktalende i området uden om Bryssel er dog via det tværpolitiske parti Union des Francophones allerede repræsenteret i det flamske parlament og i provinsrådet for Flamsk Brabant.
Der har været diskuteret forskellige alternative løsninger, som dog ikke alle opfylder grundlovens krav. Det har været foreslået at indføre en "føderal valgkreds" i form af et føderalt/lokalt to-stemmesystem som i Tyskland. Det er også foreslået at slå valgkredsen sammen med distriktet Leuven og at udvide kredsen med Brabant Wallon.
Den fransktalende socialist Elio Di Rupo har i januar 2008 krævet nye sprogtællinger,. Avisen Le Soir krævede i 2008 som en modydelse for opslitning af valgkredsen, at Hovedstadsregionen Bryssel skulle udvides med en korridor i den ubeboede Zonie/Soignes-skov, sådan at Bryssel ville komme til at hænge sammen med Vallonien. Det kræves også hyppigt at udvide hovedstadsområdet, blandt andet med den begrundelse, at det urbane område i dag er vokset ud over grænserne for Bryssel-regionen. Flandern er modstander af at afgive kommuner til sådan en udvidelse, da det frygtes at føre til yderligere forfranskning af regionen.

#### Grundlovsstridighed og regeringskrise
Valgkredsen er blevet kendt grundlovsstridig ved forfatningsdomstolens afgørelse i 2003. Dommens vigtigste begrundelse var, at valgkredsen bryder princippet om ligeberettigelse mellem sproggrupperne, fordi fransktalende bosat i Flandern (provinsen Flamsk-Brabant) kan stemme på fransktalende partier, hvorimod flamlændinge bosat i Vallonien ikke kan stemme på de flamske partier. Desuden er Belgien ifølge grundloven en føderal stat, hvor sproggrænsen ligger fast.
Domstolen fastsatte ingen løsning, men overlod det til politikerne med en frist på fire år, således at valgkredsen skulle være opløst senest 24. juni 2007. Forhandlinger i 2004-2005 førte til en regeringskrise, men ingen løsning. Det næste parlamentsvalg blev fremrykket to uger og afholdt den 10. juni 2007, således at politikerne kunne omgå 4 års-fristen, som var fastsat af domstolen.
Parlamentsvalgene i 2003 og 2007 var antagelig grundlovsstridige, men er i praksis blevet anerkendt. Parlamentsvalget den 13. juni 2010 blev udskrevet i utide for at løse den fastlåste situation, selv om det generelt erkendtes, at valget var i strid med forfatningsdommen. Afgående premierminister Yves Leterme sagde i maj 2010 om paradokset: "Valget er legalt, men imod grundloven".
Flere kommentatorer, herunder professor i forfatningsret Paul Van Orshoven fra Katholieke Universiteit Leuven, mener, at parlamentsvalget i 2007 var ulovligt af to grunde:
- Det foregående valg blev afholdt søndag den 18. maj 2003, hvorfor det næste valg skulle have været afholdt senest søndag den 13. maj 2007.
- Forfatningsdomstolen pålagde regeringen at løse problemet med Bryssel-Halle-Vilvoorde-kredsen før afholdelse af det næste valg, men skete det ikke, burde valget erklæres ugyldigt.

Både i 2003 og 2007 nægtede flere flamske kommuner at deltage i organiseringen af valget på grund af grundlovsstridigheden. I maj 2007 anlagde kommunen Steenokkerzeel en retssag mod staten, men sagen blev udsat, da domstolen angivelig var kommet til at reservere en retssal med én dommer i stedet for en retssal med tre dommere. Desuden har flere borgere nægtet at deltage i valgene som tilforordnede eller nægtet at stemme (hvilket i Belgien er kriminelt pga. stemmepligt).
Valgkredsens fremtid var den direkte årsag til regeringskrisen i 2007-2008. Ved en afstemning i parlamentets indenrigsudvalg den 7. november 2007 stemte de flamske partier for at opdele valgkredsen, mens alle fransktalende politikere udvandrede i protest. Det var første gang, at de flamske partier benyttede deres flertal og brød princippet om konsensus. Fransktalende og tysktalende organer har påberåbt sig interessekonflikter, en særlig procedure i grundloven, som udsatte beslutningen i fire gange 120 dage.
Fra forskellig side hævdedes det, at det belgiske Europa-Parlamentsvalg den 7. juni 2009 var forfatningsstridigt, fordi Bryssel-Halle-Vilvoorde-valgkredsen stadig ikke var splittet op. Kommunen Overijse meddelte, at den ville boykotte valget.

#### Regeringskrise og valg i 2010
De senere regeringer under premierminister Yves Leterme og Herman van Rompuy har deltagelse af de alle tre store fransktalende partier, men kun et mindretal af de flamske partier. Der er ikke fundet en løsning på Bryssel-Halle-Vilvoorde-problemet. Efter at forhandlinger ikke havde ført til et resultat, meddelte det flamske liberale parti VLD sin udtræden af regeringen den 22. april 2010. Regeringen mistede således sit flertal, og premierminister Leterme (CD&V) indgav sin afskedsbegæring. Kongen udpegede vicepremierminister Didier Reynders (MR) til at lede forhandlinger, men udskrev ikke valg.
Den 26. april accepterede kongen regeringens afgang. Den 27. april meddelte indenrigsminister Annemie Turtelboom (VLD), at et eventuelt valg ville blive gennemført på grundlag af de eksisterende valgkredse, uanset grundlovsdommen fra 2003. En gruppe flamske dommere mente, at beslutningen var ulovlig.. Nogle kommuner og grupper af vælgere truede med at at boykotte valget. Den 6. maj blev parlamentet opløst og valg afholdt den 13. juni. Den afgående premierminister Leterme udtalte, at valget ville være lovligt, men imod grundloven..

## Forsvar
Den 2. januar 2002 blev de belgiske værn slået sammen til enhedsværnet Belgisch leger/Armée belge:
- Landhæren COMOPSLAND (Landcomponent/Composante terre).
- Flåden COMOPSNAV (Marinecomponent/Composante marine).
- Flyvevåbnet COMOPSAIR (Luchtcomponent/Composante air).
- Sanitetstjenesten COMOPSMED (Medische Component/Composante médicale)

## Det belgiske køkken
Belgien er kendt for øl, chokolade, vafler og pommes frites. Nationalretterne er "bøf med pommes frites" og "muslinger med pommes frites".